# Pino Bruno
Pino Bruno, pseudonimo di Giuseppe Bruno (Bari, 1954), è un giornalista, scrittore e saggista italiano.
Ha lavorato per importanti testate come l'Ansa e la Rai, ed è stato direttore dell'edizione italiana di Tom's Hardware. La sua carriera comprende reportage internazionali, copertura di eventi di rilievo e pubblicazioni dedicate alla cultura digitale.

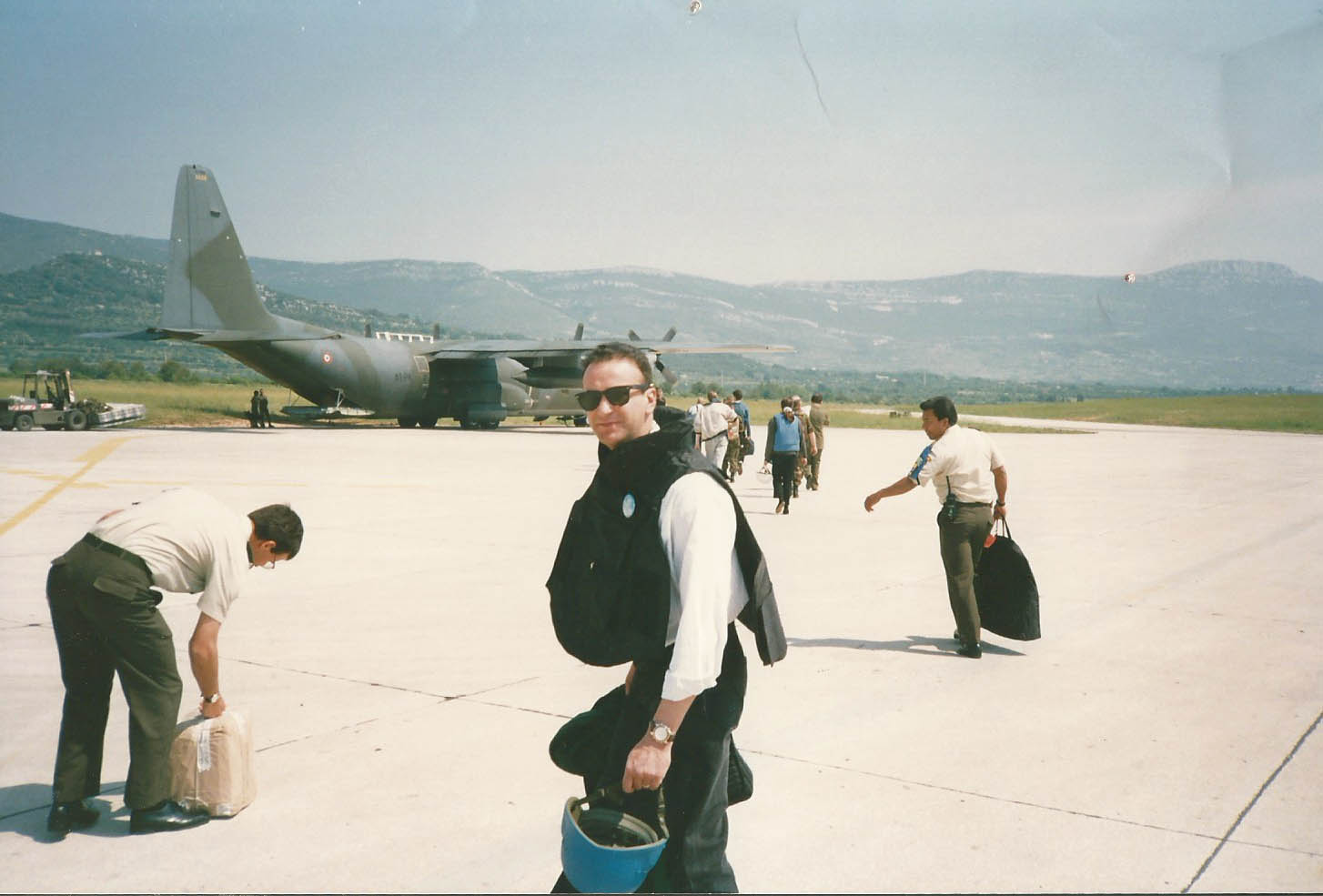
Pino Bruno

## Biografia
Durante gli studi universitari in Scienze politiche presso l'Università di Bari, ha iniziato a collaborare con una radio privata locale, entrando successivamente nella redazione barese dell'agenzia di stampa ANSA, per la quale ha seguito eventi di cronaca nazionale e internazionale. Tra i principali il terremoto dell'Irpinia del 1980, la strage di Ustica e il dirottamento dell'Achille Lauro. In occasione del terremoto dell'Irpina fu tra i primi inviati a raggiungere l'epicentro; il suo reportage gli valse il diploma di benemerenza con medaglia dal Commissario straordinario Giuseppe Zamberletti.
Negli anni '80 è entrato in Rai, iniziando la sua carriera nella Testata Giornalistica Regionale (TGR) della Puglia e lavorando anche come inviato per le principali testate radiofoniche e televisive della Rai. Tra le sue missioni più significative:
- Gibuti (1987): reportage sulla legione straniera francese durante l'Operazione Golfo 1, nel contesto della missione internazionale per la protezione del traffico mercantile.[2]
- Baghdad (1990): copertura della Invasione del Kuwait e dell'inizio della prima guerra del Golfo.[3]
- Slovenia e Croazia (1991-1992): documentazione della guerra d'indipendenza slovena e degli assedi croati, lavorando al fronte accanto a colleghi come Filippo Landi.[4]
- Guerra in Bosnia ed Erzegovina: racconti dall'assedio di Sarajevo, collaborando con Miran Hrovatin.

A metà anni '90, per la Rai ha ideato il progetto "Mondo Italia," dedicato alla trasmissione online dei giornali radio regionali, e ha ideato e curato la rubrica Levante, incentrata sugli eventi nei Balcani. Nel 1992 ha condotto insieme con Danila Bonito la trasmissione Ci vediamo, in onda su Rai Uno. Dal 2013 al 2019 è stato direttore responsabile dell'edizione italiana di Tom's Hardware, una delle principali piattaforme tecnologiche.

## Opere
- Le parole della Rete, Mondadori Informatica, 2001, ISBN 978-88-8313-186-8
- Il cittadino digitale, Mondadori Informatica, 2002, ISBN 978-88-8331-338-7
- Pino Bruno, Marco de Salvo, Dal DVD al CD con un clic, Mondadori Informatica, 2003
- Pino Bruno, Marco de Salvo, Windows XP alla massima potenza, Mondadori Informatica, 2003
- Dolce Stil Web, Sperling & Kupfer, 2009, ISBN 978-88-200-4694-1

## Premi
- Diploma di benemerenza con medaglia (1980): Per il reportage sul terremoto dell'Irpinia.[1]
- Cisco Web Award (2001): Per il contributo al giornalismo digitale.[6]